# منزل اصغری
منزل اصغری مربوط به دوره قاجار است و در شهرستان بجستان، شهر بجستان - خیابان امام خمینی واقع شده و این اثر در تاریخ ۱۶ اسفند ۱۳۸۴ با شمارهٔ ثبت ۱۴۳۳۷ به‌عنوان یکی از آثار ملی ایران به ثبت رسیده‌است.